# Manu Trigueros

Manuel Trigueros Muñoz (Talavera de la Reina, 17. listopada 1991.) španjolski je nogometaš koji igra na poziciji veznog igrača. Trenutačno igra za Granadu.

## Klupska karijera
Rođen u Talavera de la Reina, Toledo, Kastilja-La Mancha, Trigueros je započeo svoju karijeru s Realom Murcia, a njegov senior je debitirao s B-timom i pušten u prodaju u lipnju 2010. nakon što je glavna reprezentacija odbačena iz druge divizije. Potom je potpisao za Villarreal CF, koji je dodijeljen C-strani.
Trigueros je službeno debitirao Villarrealom B 4. lipnja 2011. godine, igrajući 30 minuta u dvostrukom gubitku protiv Real Betisa za drugo prvenstvo. Dana 11. veljače 2012. postigao je svoj prvi pogodak u 1:3 gubitku u CE Sabadell FC, relativno se igrao tijekom sezone, ali je poražen, iako je momčad završila na 12. mjestu, kao i prva momčad koja je također pala na razinu La Liga.
U lipnju 2012., Trigueros je definitivno promaknut u glavnu momčad. Pridonio je 36 utakmica i 3 golova u prvoj godini nakon što je stigao, pomažući Villarrealu da se vrati odakle je došao.
Trigueros je 19. kolovoza 2013. godine postao prvorazredan nastup na vrhu leta, koji je na 53. minuti zamijenio za Tomás Pina u 3:2 uspjehu u Almeriji. Kao početnik osvojio je svoj prvi gol u konkurenciji, a drugi je bio u 3:1 domaćoj pobjedi nad Osasunom 3. veljače 2014. godine.

## Vanjske poveznice
- Profil na Villarrealu[neaktivna poveznica]